# Sintula oseticus
Sintula oseticus là một loài nhện trong họ Linyphiidae.
Loài này thuộc chi Sintula. Sintula oseticus được Andrei V. Tanasevitch miêu tả năm 1990.